# Гиносар, Роза
Роза Гиносар (14 июля 1890, Гомель Могилёвской губернии — 10 января 1979, Хайфа) — израильский юрист.

## Биография
Родилась в Гомеле в семье еврейского писателя Мордехая бен-Гилеля Ха-Коэна и Шифры Певзнер. Сестра Давида Ха-Коэна. В 1907 эмигрировала вместе с семьёй в Эрец-Исраэль. Окончила Высшую юридическую школу в Париже. В 1917 вышла замуж за Шломо Гиносара — сына Ахад-ха-Ама. После замужества жила несколько лет в Лондоне. В период с 1920 по 1922 исполняла обязанности секретаря WIZO (Women’s International Zionist Organization) в Лондоне.
В 1922 вернулась в Эрец-Исраэль, где стала первой женщиной-адвокатом.
На протяжении многих лет активно участвовала в работе WIZO, в период с 1966 по 1970 являлась почётным президентом организаци. Также была среди членов правления Молодёжной алии и исполнительного комитета Всемирной сионистской организации.

## Семья
- Отец — Маркус Гилелевич Каган[ивр.]
- Брат — Д. Ха-Коэн
- Дядя — Ш. Й. Певзнер
- Двоюродные братья — Г. Я. Аронсон, М.Левонтин.